# Grande Prêmio da Austrália de 2016
O Grande Prêmio da Austrália de 2016 (formalmente denominado 2016 Formula 1 Rolex Australian Grand Prix) foi uma corrida de Fórmula 1 disputada em 20 de março de 2016 no Circuito de Albert Park em Melbourne, Austrália. Vencida por Nico Rosberg, foi a etapa inaugural da temporada de 2016.
Esta corrida estreou o novo formato do treino classificatório: os pilotos com os piores tempos são eliminados a cada noventa segundos a partir de um tempo determinado. A Pirelli fornecerá agora três tipos de pneus para pista seca a cada prova e introduzirá o pneu ultramacio, este porém, somente a partir do Grande Prêmio do Canadá. Os escapes foram modificados ocasionando um aumento de cerca de 25% do som. Marcou a estreia da equipe Haas F1 Team que inclusive fez os seus primeiros oito pontos com a sexta colocação de Romain Grosjean e o retorno da Renault como equipe própria.

## Relatório

### Treino Classificatório
Q1
O treino começou com todos os carros saindo para a pista de pneus supermacios. As Mercedes saíram na frente. Conforme a nova regra, o primeiro eliminado foi o alemão Pascal Wehrlein. Com o último tempo, o piloto da Manor nem sequer esperou os primeiros sete minutos e entrou nos boxes antes de ser eliminado.  Logo em seguida seu companheiro de equipe, Haryanto, também foi eliminado. Ele perdeu três posições no grid por conta de um incidente com Romain Grosjean no treino livre da manhã.
Foram eliminados Ericsson, Nasr, Kvyat, Grosjean, Gutierrez, Haryanto e Wehrlein.
Q2
Os pilotos da Renault foram os foram os pimeiros eliminados da segunda etapa, Magnussen ficou com o 15º lugar e Palmer com o 14º. Em seguida, caíram Jenson Button e Fernando Alonso da McLaren. Valtteri Bottas ficou em 11º.
Q3
Restaram para a superpole duas Mercedes, duas Ferraris, duas Williams, duas Toro Rosso e uma Red Bull. Ricciardo, foi eliminado e ficou com o oitavo lugar. Sainz foi eliminado em seguida. Em sexto lugar, Massa preferiu não saiu mais dos boxes. Verstappen e a dupla da Ferrari, Raikkonen e Vettel, também tomaram a mesma decisão de não voltar para a pista e foram eliminados em sequência. No fim, a pole ficou entre os pilotos da Mercedes. Restando mais de 2 minutos para o cronômetro zerar, Rosberg recolheu para os boxes, e a pole position ficou mesmo com Hamilton.

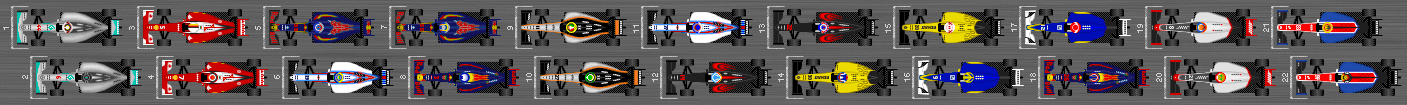
Resultado do treino classificatório

### Corrida
A primeira largada foi abortada devido a Red Bull de Daniil Kvyat ter ficado parada no grid; com isso, o número de voltas foi diminuído em uma volta. Na nova largada Hamilton perdeu cinco posições e Vettel assumiu a liderança secundado por Raikkonen. A partir da primeira troca de pneus cada piloto de Ferrari e Marcedes adotou uma estratégia diferente. Na volta dezenove a McLaren de Fernando Alonso capotou fortemente ao colidir com a Haas de Esteban Gutiérrez, mas ambos pilotos saíram ilesos. O carro de segurança chegou a entrar na pista mas logo foi a prova foi interrompida. Cerca de vinte minutos depois foi reiniciada e os sete primeiros colocados eram: Vettel, Rosberg, Räikkönen, Ricciardo, Verstappen, Sainz e Hamilton. Rosberg, com pneus médios, herdaria a primeira posição com a parada de Vettel na 36ª volta e Hamilton, numa corrida de recuperação, alcançaria o segundo posto; Räikkönen foi obrigado a abandonar por problemas no motor. No terceiro lugar Vettel, com pneus macios, chegou a diminuir sua desvantagem para Hamilton, que rodava com pneus médios bastante usados. Mark Webber foi o entrevistador no pódio.

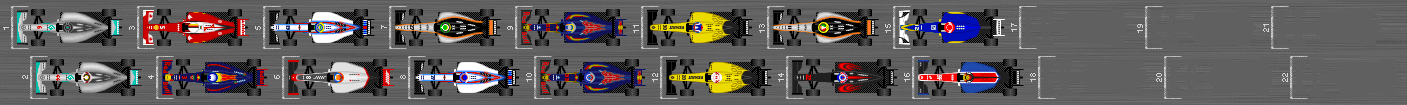
Resultado da corrida

## Pneus
| Nome do composto | Cor | Banda de rolamento | Condições de Tempo | Dry Type                           | Aderência       | Longevidade   |
| ---------------- | --- | ------------------ | ------------------ | ---------------------------------- | --------------- | ------------- |
| Super Macio      |     | Slick (P Zero)     | Seco               | Supersoft                          | Mais aderência  | Menos durável |
| Macio            |     | Slick (P Zero)     | Seco               | Soft                               | Médio           | Médio         |
| Medio            |     | Slick (P Zero)     | Seco               | Medium                             | Menos aderência | Mais durável  |
| Intermediário    |     | Sulcos (Cinturato) | Molhado            | Intermediate (água não estagnante) | —               | —             |
| Chuva            |     | Sulcos (Cinturato) | Molhado            | Wet (água estagnante)              | —               | —             |

## Resultados

### Treino classificatório
| Pos.                     | Nº | Piloto            | Construtor           | Q1       | Q2       | Q3       | Grid |
| ------------------------ | -- | ----------------- | -------------------- | -------- | -------- | -------- | ---- |
| 1                        | 44 | Lewis Hamilton    | Mercedes             | 1:25.351 | 1:24.605 | 1:23.837 | 1    |
| 2                        | 6  | Nico Rosberg      | Mercedes             | 1:26.934 | 1:24.796 | 1:24.197 | 2    |
| 3                        | 5  | Sebastian Vettel  | Ferrari              | 1:26.945 | 1:25.257 | 1:24.657 | 3    |
| 4                        | 7  | Kimi Räikkönen    | Ferrari              | 1:26.579 | 1:25.615 | 1:25.033 | 4    |
| 5                        | 33 | Max Verstappen    | Toro Rosso-Ferrari   | 1:26.934 | 1:25.615 | 1:25.434 | 5    |
| 6                        | 19 | Felipe Massa      | Williams-Mercedes    | 1:25.918 | 1:25.644 | 1:25.458 | 6    |
| 7                        | 55 | Carlos Sainz Jr.  | Toro Rosso-Ferrari   | 1:27.057 | 1:25.384 | 1:25.582 | 7    |
| 8                        | 3  | Daniel Ricciardo  | Red Bull-TAG Heuer   | 1:26.945 | 1:25.599 | 1:25.589 | 8    |
| 9                        | 11 | Sergio Pérez      | Force India-Mercedes | 1:26.607 | 1:25.753 |          | 9    |
| 10                       | 27 | Nico Hülkenberg   | Force India-Mercedes | 1:26.550 | 1:25.865 |          | 10   |
| 11                       | 77 | Valtteri Bottas   | Williams-Mercedes    | 1:27.135 | 1:25.961 |          | 16 2 |
| 12                       | 14 | Fernando Alonso   | McLaren-Honda        | 1:26.537 | 1:26.125 |          | 11   |
| 13                       | 22 | Jenson Button     | McLaren-Honda        | 1:26.740 | 1:26.304 |          | 12   |
| 14                       | 30 | Jolyon Palmer     | Renault              | 1:27.241 | 1:27.601 |          | 13   |
| 15                       | 20 | Kevin Magnussen   | Renault              | 1:27.297 | 1:27.742 |          | 14   |
| 16                       | 9  | Marcus Ericsson   | Sauber-Ferrari       | 1:27.435 |          |          | 15   |
| 17                       | 12 | Felipe Nasr       | Sauber-Ferrari       | 1:27.958 |          |          | 17   |
| 18                       | 26 | Daniil Kvyat      | Red Bull-TAG Heuer   | 1:28.006 |          |          | 18   |
| 19                       | 8  | Romain Grosjean   | Haas-Ferrari         | 1:28.322 |          |          | 19   |
| 20                       | 21 | Esteban Gutierrez | Haas-Ferrari         | 1:29.606 |          |          | 20   |
| 21                       | 88 | Rio Haryanto      | MRT-Mercedes         | 1:29.627 |          |          | 22 1 |
| 22                       | 94 | Pascal Wehrlein   | MRT-Mercedes         | 1:29.642 |          |          | 21   |
| Tempo dos 107%: 1:31.325 |    |                   |                      |          |          |          |      |
| Fonte:                   |    |                   |                      |          |          |          |      |

Notas
↑1  - Rio Haryanto (MRT) perdera três posições no grid por conta de um incidente com Romain Grosjean no terceiro treino livre.
↑2  - Valtteri Bottas (Williams) perdera cinco posições no grid por conta de uma troca de câmbio.

### Corrida
| Pos.   | Nu. | Piloto            | Construtor           | Voltas | Tempo/Retirado | Grid | Pontos |
| ------ | --- | ----------------- | -------------------- | ------ | -------------- | ---- | ------ |
| 1      | 6   | Nico Rosberg      | Mercedes             | 57     | 1:48:15.565    | 2    | 25     |
| 2      | 44  | Lewis Hamilton    | Mercedes             | 57     | +8.060         | 1    | 18     |
| 3      | 5   | Sebastian Vettel  | Ferrari              | 57     | +9.643         | 3    | 15     |
| 4      | 3   | Daniel Ricciardo  | Red Bull-TAG Heuer   | 57     | +24.330        | 8    | 12     |
| 5      | 19  | Felipe Massa      | Williams-Mercedes    | 57     | +58.989        | 6    | 10     |
| 6      | 8   | Romain Grosjean   | Haas-Ferrari         | 57     | +1:12.081      | 19   | 8      |
| 7      | 27  | Nico Hulkenberg   | Force India-Mercedes | 57     | +1:14.199      | 10   | 6      |
| 8      | 77  | Valtteri Bottas   | Williams-Mercedes    | 57     | +1:15.153      | 16   | 4      |
| 9      | 55  | Carlos Sainz Jr.  | Toro Rosso-Ferrari   | 57     | +1:15.680      | 7    | 2      |
| 10     | 33  | Max Verstappen    | Toro Rosso-Ferrari   | 57     | +1:16.833      | 5    | 1      |
| 11     | 20  | Jolyon Palmer     | Renault              | 57     | +1:23.399      | 13   |        |
| 12     | 30  | Kevin Magnussen   | Renault              | 57     | +1:25.606      | 14   |        |
| 13     | 11  | Sergio Pérez      | Force India-Mercedes | 57     | +1:31.699      | 9    |        |
| 14     | 22  | Jenson Button     | McLaren-Honda        | 56     | +1 volta       | 12   |        |
| 15     | 12  | Felipe Nasr       | Sauber-Ferrari       | 56     | +1 volta       | 17   |        |
| 16     | 94  | Pascal Wehrlein   | MRT-Mercedes         | 56     | +1 volta       | 21   |        |
| Ret    | 9   | Marcus Ericsson   | Sauber-Ferrari       | 41     | pneu           | 15   |        |
| Ret    | 7   | Kimi Raikkonen    | Ferrari              | 22     | incêndio       | 4    |        |
| Ret    | 88  | Rio Haryanto      | MRT-Mercedes         | 18     | transmissão    | 22   |        |
| Ret    | 21  | Esteban Gutierrez | Haas-Ferrari         | 18     | colisão        | 20   |        |
| Ret    | 14  | Fernando Alonso   | McLaren-Honda        | 18     | colisão        | 11   |        |
| NL     | 26  | Daniil Kvyat      | Red Bull-TAG Heuer   | 0      | não largou     | 18   |        |
| Fonte: |     |                   |                      |        |                |      |        |

## Tabela do campeonato após a corrida
Somente as cinco primeiras posições estão incluídas nas tabelas.
| Pos | Piloto           | Pontos |
| --- | ---------------- | ------ |
| 1   | Nico Rosberg     | 25     |
| 2   | Lewis Hamilton   | 18     |
| 3   | Sebastian Vettel | 15     |
| 4   | Daniel Ricciardo | 12     |
| 5   | Felipe Massa     | 10     |

| Pos | Construtor         | Pontos |
| --- | ------------------ | ------ |
| 1   | Mercedes           | 43     |
| 2   | Ferrari            | 15     |
| 3   | Williams-Mercedes  | 14     |
| 4   | Red Bull-TAG Heuer | 12     |
| 5   | Haas-Ferrari       | 8      |